# Sojaglass

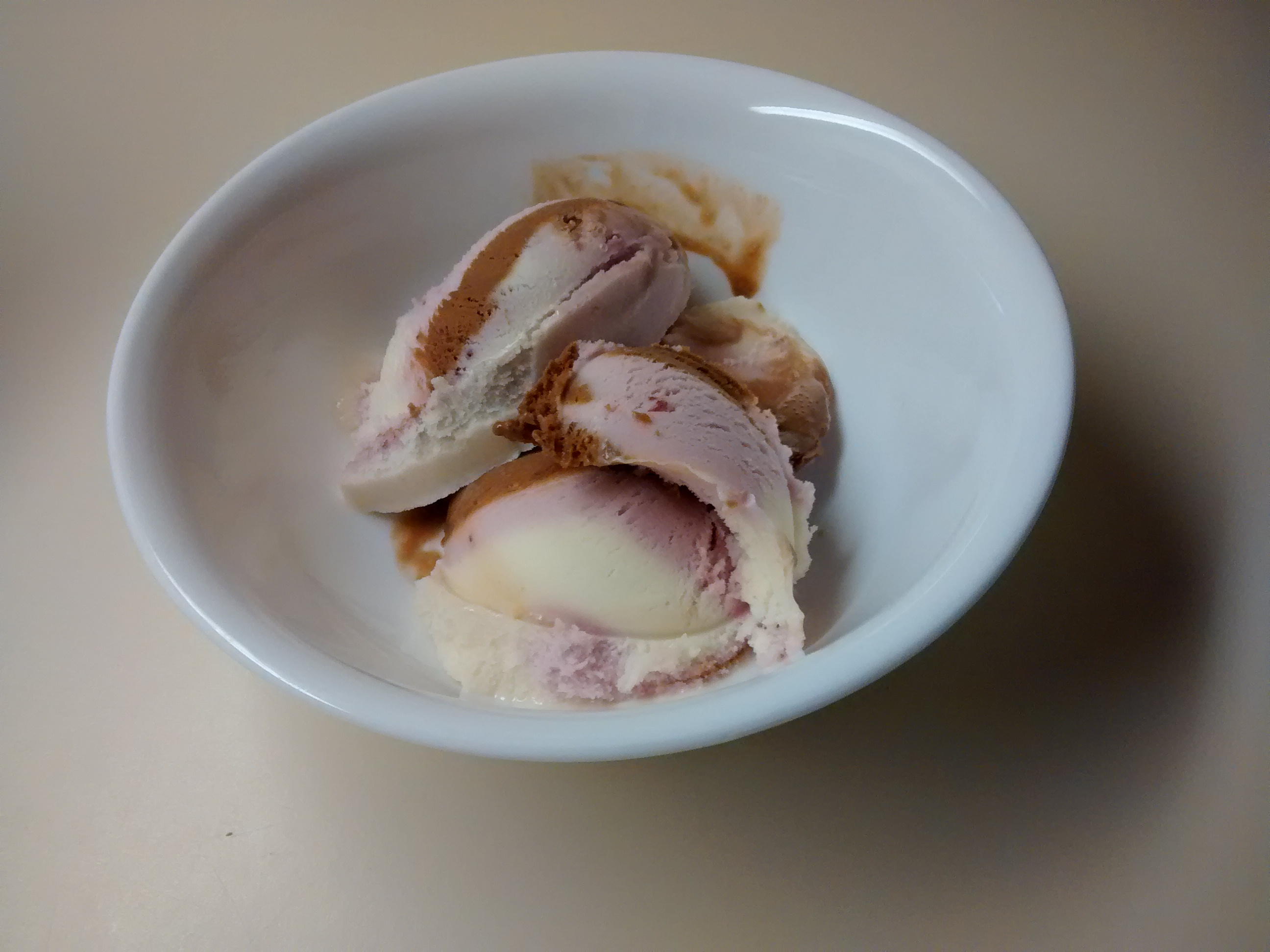
Sojaglass.

Sojaglass är till konsistensen lik gräddglass men är gjord av sojamjölk istället för mjölk eller grädde.
Ett glassföretag som specialiserade sig på att tillverka sojaglass var Ingman Glass i Sverige. Företagets produkter såldes under varumärket Tofuline i Norden och Baltikum och Swedish Glace i övriga Europa. Deras sojaglass var helt vegetabilisk och fri från mjölk och laktos. Numera säljs sojaglass av systerbolaget GB Glace under varumärket Choice.